# Хьюго (Оклахома)
Хьюго (англ. Hugo) — город в США, административный центр округа Чокто, штат Оклахома. Население — 5166 человек (2020).

## География
Хьюго расположен по координатам 34°00′43″ с. ш. 95°30′39″ з. д. (34.012053, -95.510794). Согласно Бюро переписи населения США, город имеет площадь 16,64 км², из которых 16,58 км² — суша, 0,06 км² — водоёмы.

## Демография
| Год переписи                          | Нас. |  | %±     |
| ------------------------------------- | ---- |  | ------ |
| 1910                                  | 4582 |  | —      |
| 1920                                  | 6368 |  | 39%    |
| 1930                                  | 5272 |  | −17,2% |
| 1940                                  | 5909 |  | 12,1%  |
| 1950                                  | 5984 |  | 1,3%   |
| 1960                                  | 6287 |  | 5,1%   |
| 1970                                  | 6585 |  | 4,7%   |
| 1980                                  | 7172 |  | 8,9%   |
| 1990                                  | 5978 |  | −16,6% |
| 2000                                  | 5536 |  | −7,4%  |
| 2010                                  | 5310 |  | −4,1%  |
| 2020                                  | 5166 |  | −2,7%  |
| 1910–2020 Десятилетняя перепись в США |      |  |        |

Согласно переписи 2010 года, в городе проживало 5310 человек в 2217 домохозяйствах в составе 1305 семей. Плотность населения составляла 319 человек/км². Было 2665 квартир (160/км²).
Расовый состав населения:
| - 55,0% — белых - 21,8% — черных или афроамериканцев - 13,9% — коренных американцев - 0,4% — азиатов |

К двум или более расам принадлежало 7,9%. Доля испаноязычных составила 3,5% всего населения.
По возрастному диапазону население распределялось следующим образом: 26,8% — лица младше 18 лет, 55,9% — лица в возрасте 18-64 лет, 17,3% — лица в возрасте 65 лет и старше. Медиана возраста жителя составила 37,3 лет. На 100 человек женского пола в городе приходилось 85,0 мужчин; на 100 женщин в возрасте от 18 лет и старше — 80,4 мужчин также старше 18 лет.
Средний доход на одно домашнее хозяйство составил 35 895 долларов США (медиана — 22 094), а средний доход на одну семью — 47 688 долларов (медиана — 31 521). Медиана доходов составляла 35 125 долларов для мужчин и 23 438 долларов для женщин. За чертой бедности находилось 41,1% лиц, в том числе 54,4% детей в возрасте до 18 лет и 17,1% лиц в возрасте 65 лет и старше.
Гражданское трудоустроенное население составляло 1474 человека. Основные области занятости: образование, здравоохранение и социальная помощь — 28,8%, искусство, развлечения и отдых — 13,0%, розничная торговля — 11,3%.